# Diplopoma crenulatum
Diplopoma crenulatum là một loài nắp ốcte]] ốc đất liền, là động vật chân bụng sống trên cạn động vật thân mềm động vật chân bụng thuộc họ Pomatiidae.

## Phân bố
Distribution của Diplopoma crenulatum include:
- Guadeloupe - Diplopoma crenulatum crenulatum[1]
- Marie-Galante - Diplopoma crenulatum crenulatum[1]
- La Désirade - Diplopoma crenulatum crenulatum[1]